# Just BASIC
 Just BASIC  is een dialect van BASIC, de zeer populaire programmeertaal uit de jaren 70 maar nu voor 32 bits Windows computersystemen. Het is het freeware zusterproduct van Liberty BASIC, populair sinds 1995. Het is uitgerust met een uitgebreid lesprogramma, helpbestanden en er is een eigen internetforum. De nieuwste versie is Just BASIC v2.0

## Syntaxis (BASIC)
Zoals de titel reeds zegt en dat geldt voor de meeste BASIC  dialecten, is ook deze syntaxis zeer eenvoudig. Hieronder is een lijst enkele van de eenvoudige commando's:
- CLS - Maakt het scherm leeg
- PRINT – Toont een tekst op het scherm.
- GOTO – Instrueert de computer naar een ander punt in het computerprogramma te springen, gespecificeerd door een label.
- LET - Maakt één variabele gelijk aan een andere of voert enkele wiskundige berekeningen op deze variabele uit.
- INPUT - Vul iets in dat opgeslagen kan worden als variabele

## Grafische gebruikersomgevingen (GUI's)
Just BASIC kan gebruikt worden om grafische gebruikersomgevingen te construeren. Het wordt geleverd met Freeform-J, een wysiwyg editor die speciaal voor dat doel is ontworpen.

## Compileren
Just BASIC compileert automatisch het gekozen programma voor het uitvoeren. Om een programma te distribueren moet de programmeur zijn programma "tokenizeren", compileren zodat er bytecode ontstaat. Het tokenized bestand wordt uitgevoerd door de meegeleverde runtime engine, die jbrun101.exe heet in de huidige versie.

## Verschillen tussen Liberty BASIC en Just BASIC
Hier zijn enkele verschillen tussen Just BASIC en Liberty BASIC:
- Liberty BASIC ondersteunt API calls
- Liberty BASIC heeft ingebouwde dialoogvensters voor lettertypen, kleuren en de printer
- Liberty BASIC heeft een popupmenu dat een rechtermuisknop-click menu simuleert
- Liberty BASIC heeft een ingebouwd SORT commando
- Liberty BASIC vast gebruiken vereist een licentie van 50 dollar
- Liberty BASIC's IDE heeft een "quick jump" eigenschap waardoor snel naar een label of functie gesprongen kan worden

De download grootte is ongeveer 2,5MB.